# Марсель Карне
Марсе́ль Карне́ (фр. Marcel Carné; 18 серпня 1906 — 31 жовтня 1996) — французький кінорежисер.

## Життєпис
Марсель Карне народився 18 серпня 1906 року в паризькому кварталі Батіньоль. Його батько був столяром-червонодеревником, уродженцем Морвана, мати — бретонкою. Рано втративши матір, хлопчика виховували бабуся та тітка. Кишенькові гроші він витрачав на походи в кіно і мюзик-хол.
Після закінчення школи Карне працював у столярній майстерні, вчився в кінофотошколі, працював у страховій компанії, служив в армії.
Влітку 1928 року Марсель Карне зняв портативною кінокамерою короткометражку «Ножан, недільний Ельдорадо» про життя маленького містечка на березі Марни. Фільм викликав інтерес і демонструвався протягом двох місяців.

## Особисте життя
Вважається, що Карне був гомосексуалом. Низка його фільмів (Hôtel du Nord, «Вечірні відвідувачі», «Діти райка», «Набережна туманів», «Повітря Парижа», La Merveilleuse visite) містять посилання на чоловічу гомосексуальність або бісексуальність. Його партнером був Ролан Лесаффр, який знімався у багатьох його фільмах.

## Вибрана фільмографія
- 1938 : Набережна туманів (Le Quai des brumes), — Венеційський кінофестиваль (1938), спеціальна згадка за режисуру
- 1939 : День починається, — Кубок Муссоліні (номінація), у той період головний приз Венеційського кінофестивалю (1939)
- 1942 : Вечірні відвідувачі (Les Visiteurs du soir)
- 1945 : Діти райка (Les Enfants du paradis), — Венеційський кінофестиваль (1946), Золота медаль
- 1954 : Повітря Парижа (фр. L'Air de Paris)
- 1958 : Дурисвіти (фр. Les Tricheurs)